# Ivan Valentovič
Ivan Valentovič (* 15. dubna 1954, Trnava, Československo) je slovenský lékař a politik strany SMER-SD. V letech 2006 až 2008 působil ve funkci ministra zdravotnictví Slovenska.

## Život
Po absolvování Lékařské fakulty Univerzity Komenského v Bratislavě nastoupil v roce 1980 na Kliniku tělovýchovného lékařství Fakultní nemocnice v Bratislavě, kde působil jako sekundární lékař. V roce 1986 nastoupil na ministerstvo zdravotnictví, kde pracoval nejprve jako odborný referent, později jako vedoucí oddělení organizace a řízení zdravotnictví. V letech 1992 až 1994 pracoval v Národní pojišťovně na pozici náměstka ředitelky.
Během lékařské praxe dosáhl atestace z vnitřního lékařství, fyziatrie, léčebné rehabilitace, balneologie, sociálního lékařství a organizace zdravotnictví. Absolvoval devítiměsíční kurz WHO pro řídící pracovníky ve zdravotnictví a studijní pobyty v Indianopolisu a Fort Worthu v USA, v Drážďanech v Německu a školení na CMC Graduate School of Bussines v Čelákovicích v České republice.
V letech 1994 až 1998 pracoval ve Vzájemná životní pojišťovně nejprve jako ředitel sekce pojištění, v roce 1997 postoupil do funkce ředitele zdravotní pojišťovny. Od roku 1998 působil ve zdravotní pojišťovně Apollo, kde pracoval jako náměstek generálního ředitele. Odtud v roce 2004 přešel do společné zdravotní pojišťovny, kde usedl do křesla generálního ředitele, později předsedy představenstva.
Po parlamentních volbách v roce 2006 ho premiér Robert Fico nominoval na pozici ministra zdravotnictví do svého prvního kabinetu. Z funkce odstoupil na vlastní žádost 3. června 2008 z osobních důvodů, vystřídal ho Richard Raši. Na návrh vlády byl v červnu 2008 jmenován předsedou dozorčí rady Úřadu pro dohled nad zdravotní péčí.